# 클레멘스 폰 메테르니히 후작
클레멘스 벤첼 로타어 폰 메테르니히비네부르크 추 바일슈타인 후작(독일어: Klemens Wenzel Lothar Fürst von Metternich-Winneburg zu Beilstein, 1773년 5월 15일-1859년 6월 11일)은 오스트리아의 정치인이자 외교가로, 당대의 가장 중요한 외교관이었다.
1809년에 오스트리아의 수상으로 취임한 이후 프로이센, 영국, 러시아, 스페인 등과의 각국 동맹을 서로 주도하여 나폴레옹 1세을 굴복시키는데 앞장섰다. 나폴레옹 몰락 이후 유럽의 사회질서를 이끄는 이른바 '비엔나 체제'의 실질적인 리더 역할을 했다.

## 생애
명문 귀족 출신으로 프랑크푸르트, 마인츠에서 공부하였다. 1789년 프랑스 혁명이 일어나자 네덜란드 총독으로 있는 아버지를 도와 혁명을 막는 데 힘썼다. 1803년 드레스덴 주재 공사를 거쳐, 프랑스 대사가 되었다. 1809년 오스트리아·프랑스 전쟁을 일으켰으나 패하였다. 1814년 나폴레옹 보나파르트가 몰락하자 유럽 문제를 논의하는 빈 회의의 의장이 되었다. 이 회의에서 그는 정통주의를 제창하고, 나폴레옹이 파괴한 유럽의 평화를 되찾기 위해 노력해 유럽의 전후 처리 문제를 주로 논의했다. 이때 능숙한 외교 정책으로 오스트리아의 위신을 회복시켰다. 빈 체제의 목적은 프랑스 혁명 즉, 나폴레옹의 전성기 이전의 상태로 유럽을 되돌리는 것이었다. 그는 자유주의와 민족주의를 극력 반대하여 철저한 보수 정치에 의한 질서 유지를 지향하고 있었다. 오스트리아는 영내에 다수의 이민족이 사는 복합국가였다. 따라서 메테르니히는 자유주의의 침투와 제휴하는 민족주의 운동이 국내에 대두할 때 국내의 분열은 필연적인 것이라고 판단했다. 또한 독일의 통일을 열망하는 소리가 높아짐에 따라 통일 운동의 지도권을 프로이센에 빼앗기지 않고 오스트리아 중심의 통일을 실현하고자 독일 연방을 조직, 이를 주도하려 했다. 그 결과 프랑스에서는 루이 18세가 복위했으며 오스트리아, 프로이센, 영국, 러시아 4국의 동맹을 결성했다. 동시에 자유주의와 민족주의 운동을 탄압했다.
그는 보수적이어서 프랑스 혁명이나 자유주의에 반대하는 동시에, 독일 및 이탈리아의 국민적 통일을 두려워했으며, 신성 동맹을 이용하여 제국의 자유와 통일 운동에 무력적인 간섭을 하였다. 1848년 프랑스에 2월 혁명이 일어나 빈 체제가 붕괴되며 그는 의장 자리에서 추방되었다. 그 후 영국에 망명하였다. 1851년 귀국하여 프란츠 요제프 1세의 정치적 상담 역할을 하였다.

## 참고 자료
- 이 문서에는 다음커뮤니케이션(현 카카오)에서 GFDL 또는 CC-SA 라이선스로 배포한 글로벌 세계대백과사전의 내용을 기초로 작성된 글이 포함되어 있습니다.